# Блекота бліда
Блекота́ бліда́ (ін. назва: блекота́ че́ська), Hyoscyamus bohemicus, синонім — H. pallidus — однорічна трав'яниста опушена рослина родини пасльонових. Рослина отруйна, може також використовуватися як лікарська.
Стебло прямостояче, просте, 20—60 см заввишки. Листки чергові, прості: нижні — черешкові, видовженояйцеподібні або яйцеподібні, виїмчасто-перистолопатеві; стеблові — сидячі, напівстеблообгортні, видовженоланцетні або видовженояйцеподібні, виїмчасто-зубчасті. Квітки двостатеві, мають зрослопелюстковий, широколійкоподібний, брудно-жовтий, без пурпурових жилок віночок, зібрані в облистнені завійки. Плід — глечикоподібна коробочка. Цвіте у травні — вересні.

## Поширення
Трапляється зрідка в Лісостепу (на півдні) і в степу як бур'ян у посівах.
Заготівля і зберігання, хімічний склад, фармакологічні властивості і використання, лікарські форми і застосування — усе так, як у статті Блекота чорна